# Greek
Greek – amerykański serial młodzieżowy. Serial opowiada o losach studentów Cyprus-Rhodes University zrzeszonych w bractwach studenckich. Serial opowiada o życiu Casey Cartwright oraz jej brata, Rustiego. Bohaterowie należą do bractw studenckich: męskich Kappa Tau Gamma (ΚΤΓ) oraz Omega Chi Delta (ΩΧΔ), lub kobiecej Zeta Beta Zeta (ΖΒΖ).
Pierwszy sezon miał premierę 9 lipca 2007 i składał się z 22 odcinków. Emisja drugiego sezonu GRΣΣK rozpoczął się w USA 26 sierpnia 2008. Wyemitowane zostały 22 odcinki. Pierwszy odcinek sezonu trzeciego został wyemitowany 31 sierpnia 2009 w USA.
Serial był emitowany w Polsce przez MTV podczas wakacji 2008.

## Fabuła
Serial opisuje losy studentów Cyprus-Rhodes University.
Sezon pierwszy opisuje uczucia bohaterów i ich życie na studiach. Na początku poznajemy Rustiego, który próbuje dostać się do bractwa (ostatecznie dostaje się do Kappa Tau Gamma). Jego starsza siostra Casey należy do Zeta Beta Zeta. Casey spotyka się z przewodniczącym Omega Chi Delta – Evanem. Evan nie przepada za Cappiem, przewodniczącym Kappa Tau Gamma, który na pierwszym roku spotykał się z Casey. Najlepsza przyjaciółka Casey, Ashleigh (Zeta Beta Zeta), zakochuje się w Calvinie (Omega Chi Delta), który okazuje się być gejem i nikt z jego braci o tym nie wie. Rusty zakochał się w jednej z sióstr Zeta Beta Zeta, która napisała artykuł do gazety, który okazał się skandalem w CRU. Siostry Zeta Beta Zeta usunęły Frannie ze stanowiska przewodniczącej.

## Główne postacie
- Casey Cartwright (Spencer Grammer) jest starszą siostrą Rustiego i przez jakiś czas była przewodniczącą Zeta Beta Zeta, umawiała się z Evanem, Cappie oraz Maxem – przyjacielem jej brata.
- Rusty "Plujka" Cartwright (Jacob Zachar) jest młodszym bratem Casey, należy do Kappa Tau Gamma.
- Evan Chambers (Jake McDorman) jest przewodniczącym Omega Chi Delta, spotykał się z Casey, na koniec pierwszego sezonu zaczął się spotykać z Frannie. W trzecim sezonie zaczyna spotykać się z Rebeccą.
- Cappie (Scott Michael Foster) jest przewodniczącym Kappa Tau Gamma, kiedyś przyjaźnił się z Evanem, jednak uczucie jakie obaj żywili do Casey oraz rywalizacja między ich bractwami uniemożliwiły to. Z pierwszych odcinków wiemy, ze spotykał się z Casey, a następnie z Rebeccą Logan, z którą rozstał się na początku drugiego sezonu. Po tym jak Casey wyznaje mu swoje uczucia w ostatnim odcinku drugiej serii, chłopak wraca do niej.
- Calvin Owens (Paul James) jest gejem, należy do Omega Chi Delta. Przyjaciel Rusty'ego i Evana.
- Dale Kettlewell (Clark Duke) jest współlokatorem Rustiego, jego przyjaciel oraz rywal na zajęciach z inżynierii.
- Ashleigh Howard (Amber Stevens) należy do Zeta Beta Zeta, po kłopotach Frannie i Casey zostaje przewodniczącą bractwa, jej najlepszą przyjaciółką jest Casey. Nie ma szczęścia do chłopaków.
- Rebecca Logan (Dilshad Vadsaria) należy do Zeta Beta Zeta, jej tata jest senatorem. Mimo ciężkiego charakteru jest przyjaciółką Ashleigh oraz Casey. Jest odpowiedzialna za zniszczenie związku Casey i Evana.
- Frannie Morgan (Tiffany Dupont) była przewodniczącą Zeta Beta Zeta, usunięta ze stanowiska z powodu ogólnokrajowego skandalu. Założycielka Iota Kappa Iota (IKI).

## Lista odcinków
Sezon 1
1. Pilot (9 lipca 2007)
2. Hazed and Confuzed (16 lipca 2007)
3. The Rusty Nail (23 lipca 2007)
4. Picking Teams (30 lipca 2007)
5. Liquid Courage (6 sierpnia 2007)
6. Friday Night Frights (13 sierpnia 2007)
7. Multiple Choice (20 sierpnia 2007)
8. Separation Anxiety (27 sierpnia 2007)
9. Depth Perception (3 września 2007)
10. Black, White and Read All Over (10 września 2007)
11. A New Normal (24 marca 2008)
12. The Great Cappie (31 marca 2008)
13. Highway to the Discomfort Zone (7 kwietnia 2008)
14. War and Peace (14 kwietnia 2008)
15. Freshman Daze (21 kwietnia 2008)
16. Move on Cartwrights (28 kwietnia 2008)
17. 47 Hours & 11 Minutes (5 maja 2008)
18. Mr. Purr-fect (12 maja 2008)
19. No Campus for Old Rules (19 maja 2008)
20. A Tale of Two Parties (26 maja 2008)
21. Barely Legal (2 czerwca 2008)
22. Spring Broke (9 czerwca 2008)

Sezon 2
1. Brothers and Sisters (26 sierpnia 2008)
2. Crush Landing (2 września 2008)
3. Let's Make a Deal (9 września 2008)
4. Gays, Ghosts and Gamma Rays (16 września 2008)
5. Pledge Allegiance (23 września 2008)
6. See You Next Time, Sisters (30 września 2008)
7. Formally Yours (7 października 2008)
8. The Popular Vote (14 października 2008)
9. Three's A Crowd (21 października 2008)
10. Hell Week (28 października 2008)
11. Take Me Home, Cyprus-Rhodes (30 marca 2009)
12. From Rushing with Love (6 kwietnia 2009)
13. Engendered Species (13 kwietnia 2009)
14. Big Littles & Jumbo Shrimp (20 kwietnia 2009)
15. Evasive Actions (27 kwietnia 2009)
16. Dearly Beloved (4 maja 2009)
17. Guilty Treasures (11 maja 2009)
18. Divine Secrets and the ZBZ Sisterhood (18 maja 2009)
19. Social Studies (25 maja 2009)
20. Isn't It Bro-mantic (1 czerwca 2009)
21. Tailgate Expectations (8 czerwca 2009)
22. At World's End (15 czerwca 2009)Sezon 3 PL

Sezon 3
1. The Day After
2. Our Fathers
3. The Half-Naked Gun
4. High and Dry
5. Down on Your Luck
6. Lost and Founders
7. The Dork Knight
8. Fight the Power
9. The Wish-Pretzel
10. Friend or Foe
11. I Know What You Did Last Semester
12. Pride & Punishment
13. Take Me Out
14. The Tortoise and the Hair
15. Love, Actually, Possibly, Maybe... Or Not
16. Your Friends and Neighbors
17. The Big Easy Does It
18. Camp Buy Me Love
19. The First Last
20. Children...Grow Up

Sezon 4
1. Defending Your Honor
2. Fools Rush In
3. Cross Examined Life
4. All About Beav
5. Homecoming and Going
6. Fumble
7. Midnight Clear
8. Subclass Plagiostomi
9. Agents for Change
10. Legacy